# Thành Tâm (phường)
Thành Tâm là một phường thuộc thị xã Chơn Thành, tỉnh Bình Phước, Việt Nam.

## Địa lý
Phường Thành Tâm nằm ở phía nam thị xã Chơn Thành, có vị trí địa lý:
- Phía đông giáp phường Minh Thành và tỉnh Bình Dương
- Phía tây giáp phường Minh Long và tỉnh Bình Dương
- Phía nam giáp tỉnh Bình Dương
- Phía bắc giáp phường Hưng Long.

Phường có diện tích 40,39 km², dân số năm 2021 là 13.079 người, mật độ dân số đạt 323 người/km².

## Lịch sử
Trước đây, Thành Tâm là một xã thuộc huyện Chơn Thành. Xã Thành Tâm được thành lập vào ngày 16 tháng 5 năm 2005 trên cơ sở 4.006 ha diện tích tự nhiên và 4.366 người của thị trấn Chơn Thành.
Ngày 11 tháng 8 năm 2022, Ủy ban Thường vụ Quốc hội ban hành Nghị quyết số 570/NQ-UBTVQH15 về việc thành lập thị xã Chơn Thành và các phường thuộc thị xã Chơn Thành, tỉnh Bình Phước (nghị quyết có hiệu lực từ ngày 1 tháng 10 năm 2022). Theo đó, thành lập phường Thành Tâm thuộc thị xã Chơn Thành trên cơ sở toàn bộ 40,39 km² diện tích tự nhiên và 13.079 người của xã Thành Tâm.